# Chirita subulatisepala
Chirita subulatisepala är en tvåhjärtbladig växtart som beskrevs av Wen Tsai Wang. Chirita subulatisepala ingår i släktet Chirita och familjen Gesneriaceae. Inga underarter finns listade i Catalogue of Life.